# Nectria fragilis
Nectria fragilis är en svampart som beskrevs av Dingley 1951. Nectria fragilis ingår i släktet Nectria och familjen Nectriaceae.   Inga underarter finns listade i Catalogue of Life.